# Krasnoslobodsk (Mordòvia)
|  | Per a altres significats, vegeu «Krasnoslobodsk (Volgograd)». |

Krasnoslobodsk (mokxa: Ош, Oš; rus: Краснослобо́дск) és una ciutat de la República de Mordòvia, a Rússia. Es troba a la riba esquerra del riu Mokxa, un afluent de l'Okà, a 94 km a l'oest de Saranks.

## Història
La vila és coneguda el 1571 com Kràsnaia Slobodà, un element del sistema de defensa de l'estat de Moscou contra els tàtars i els nogais. A mitjan segle xvii va perdre la funció de defensa militar però l'slobodà continuà creixent. Va obtenir l'estatus de ciutat el 1706 i el nom de Krasnoslobodsk el 1780. Al segle xviii s'hi establiren diverses indústries.